# 伊達宗基
伊達 宗基（だて むねもと）は、江戸時代末期の大名、明治時代から大正時代の華族。位階爵位は従二位伯爵。
伊達宗家の第30代当主で、仙台藩第14代（最後の）藩主、同藩初代知藩事。幼名は建千代麿、亀三郎。号は榴岡、鶴城。

## 生涯
第13代藩主・伊達慶邦の四男。母は仙台藩士・松岡時良の娘・道子（お勝の方）。正室は松浦詮の三女・都子。
慶応4年（1868年）、父・慶邦が奥羽越列藩同盟の盟主になったために罰された。のち家督を譲られて藩主に就いたものの、新政府により62万石の所領を28万石に減封される。実高はもっと低く10万石程度であったために伊達家は伯爵となる。明治2年（1869年）の版籍奉還後、仙台知藩事となり、北海道紗那地方の支配も命ぜられた。
しかし幼少であり、本来なら慶邦の跡を継ぐのは養子・宗敦であったため、明治3年（1870年）に謹慎を解かれた宗敦に知藩事を譲った。廃藩置県後、明治17年（1884年）に伯爵となる。
明治34年（1901年）、明治天皇の仙台巡幸の際、伊達家に伝わる鶴丸を献上。
大正6年（1917年）に52歳で死去。従二位を追贈される。伊達伯爵家は弟の邦宗（慶邦の七男）が継いだ。

## 栄典
- 1884年（明治17年）7月7日 - 伯爵[2]
- 1885年（明治18年）10月20日 - 木杯一個[3]
- 1888年（明治21年）10月15日 - 木杯一個[4]
- 1890年（明治23年）12月16日 - 正五位[5]
- 1891年（明治24年）3月24日 - 木杯一個[6]
- 1892年（明治25年）11月10日 - 木杯一組[7]
- 1893年（明治26年）10月18日 - 木杯一組[8]
- 1894年（明治27年）
  - 2月2日 - 木杯一個[9]
  - 12月21日 - 従四位[10]
- 1895年（明治28年）3月27日 - 木杯一組[11]
- 1897年（明治30年）
  - 5月25日 - 木杯一個[12]
  - 6月1日 - 銀杯一組[13]
- 1898年（明治31年）6月28日 - 金杯一組[14]
- 1899年（明治32年）1月21日 - 銀杯一個[15]
- 1900年（明治33年）12月2日 - 木杯一組[16]
- 1903年（明治36年）12月11日 - 従三位[17]
- 1905年（明治38年）6月27日 - 銀杯一個[18]
- 1907年（明治40年）4月9日 - 木杯一組[19]
- 1910年（明治43年）3月16日 - 木杯一組[20]
- 1911年（明治44年）
  - 10月28日 - 木杯一組[21]
  - 12月9日 - 木杯一組[22]
  - 12月20日 - 正三位[23]
- 1912年（大正元年）8月22日 - 木杯一組[24]
- 1914年（大正3年）1月25日 - 木杯一組[25]
- 1915年（大正4年）10月19日 - 銀杯一個[26]
- 1917年（大正6年）1月27日 - 従二位[27]

## 家族
- 父：伊達慶邦（1825-1874）
- 母：松岡道子 - 於勝の方、松岡時良の娘
- 妻：松浦都子 - 松浦詮の三女
  - 長女：恵以子（1894-1945） - 上野正雄夫人
- 養子
  - 男子：伊達邦宗（1870-1923） - 実弟

## 偏諱を受けた人物
- 伊達基（だて もとい、伊達邦成の子）
- 伊達基理（だて もとただ／もとまさ、岩出山伊達邦直の子、当別伊達家第2代当主）
- 伊達基煕（だて もとひろ、伊達邦賢の子）
- 伊達基寧（だて もとやす、陸奥白石氏第34代当主・登米伊達家第14代当主、邦教の嫡男、邦寧の孫）
- 岩城基規（いわき もとのり、岩城邦規より改名したとされる）
- 白河基広（しらかわ もとひろ、白河結城氏支流・真坂白川家第11代当主）
- 三沢基洪（みさわ もとひろ、前沢三沢家当主、伊達宗恒の孫）
- 留守基治（るす もとはる、留守邦寧の子）